# HD 76360
HD 76360，又名CD-47 4480，SAO 220636、HR 3551，是一颗恒星，视星等为5.33，位于銀經267.37，銀緯-1.74，其B1900.0坐标为赤經8h 50m 29.2s，赤緯-47° -1.74′ 24″。